# 宍粟市立波賀中学校
宍粟市立波賀中学校（しそうしりつ はが ちゅうがっこう）は、兵庫県宍粟市に所在する公立中学校。2023年（令和5年）度より併設型小中一貫校「波賀学園」となっている。

## 沿革
戦後の学制改革において、西谷村・奥谷村の両村はそれぞれ村立中学校を設立するも、ほどなくして宍粟地方事務所より両村による組合立中学校設立の勧奨がなされる。西谷村はこの報告で設立すべく計画を立てたが、奥谷村・原部落の反対が強く、やむなく西谷村の波賀八幡神社前（現在の本校地）に敷地を定めた。その後も協議を続け、1949年（昭和24年）3月に両村議会が組合立中学校建設をそれぞれ可決した。なお当地には戦前に青年学校令に基づいて各小学校に併設された青年学校（1935-1945）が設立されていてたが、終戦後しばらくすると登校するものは一人もなくなり自然消滅したため、新制中学校設立時に多くの青年学校教員が本校に移籍したものの、青年学校の歴史は本校には受け継がれなかった。以下、公式HP「沿革」節および『波賀町誌』の記述にによる。
- 1947年（昭和22年）4月1日 - 西谷村立西谷中学校、奥谷村立奥谷中学校が設立。西谷中は西谷小に併設。奥谷中は奥谷中は野尻小の教室と稚蚕飼育所を借用し野尻教場とし、引原小の一部を借用して引原教場とした。
- 1948年（昭和23年）12月25日 - 西谷中学校内に兵庫県立山崎高等学校西谷分校が開設、校舎を時差で共用する。
- 1950年（昭和25年）4月1日 - 西谷村立西谷中学校と奥谷村立奥谷中学校が統合し、西谷村奥谷村学校組合立西奥中学校発足。本校を西谷中に、野尻教場は本校に統合、引原教場（引原小・道谷小校区）を引原分校とする。
- 1956年（昭和31年）9月30日 - 西谷村と奥谷村が合併により波賀町となったことに伴い波賀町立西奥中学校に改称。
- 1957年（昭和32年）1月1日 - 波賀町立波賀中学校に改称。兵庫県立山崎高等学校西谷分校が波賀分校に改称。
- 1959年（昭和34年）4月1日 - 道谷分校設置。
- 1964年（昭和39年）2月29日 - 兵庫県立山崎高等学校波賀分校が統合のため閉校（現在の兵庫県立伊和高等学校）。
- 1964年（昭和39年）4月6日 - 波賀中学校統合式挙行（2分校の廃止が決定）。スク－ルバス運行・学校給食開始。
- 1964年（昭和39年）4月 - 引原分校廃止。
- 1964年（昭和39年）8月13日 - 道谷分校廃止。
- 2005年（平成17年）4月1日 - 宍粟郡4町合併に伴い宍粟市立波賀中学校に改称。
- 2023年（令和5年）4月1日 - 宍粟市立波賀小学校との併設型小中一貫校「波賀学園」となる。

## 部活動
- 野球部
- バレーボール部
- 卓球部
- 吹奏楽部

## 年間行事
- トライやる・ウィーク
- 修学旅行
- 運動会

## 通学区域
宍粟市のうち、旧波賀町の地域全域。以下の小学校区が該当する。
- 宍粟市立波賀小学校
- （宍粟市立野原小学校）- 2015年3月31日にて宍粟市立波賀小学校に統合
- （宍粟市立道谷小学校）- 2015年3月31日にて宍粟市立波賀小学校に統合

### アクセス
- 中国自動車道 山崎ICから国道29号を北へ、自動車で約30分。
- 神姫バス 山崎待合所より、皆木・戸倉方面行きバスに乗車、「安賀」バス停下車、徒歩3分。

## 通学区域が隣接している学校
- 宍粟市立千種中学校
- 宍粟市立山崎東中学校
- 宍粟市立一宮南中学校
- 宍粟市立一宮北中学校
- 養父市立大屋中学校
- 鳥取県若桜町立若桜学園